# Paul Urban (Grafiker)

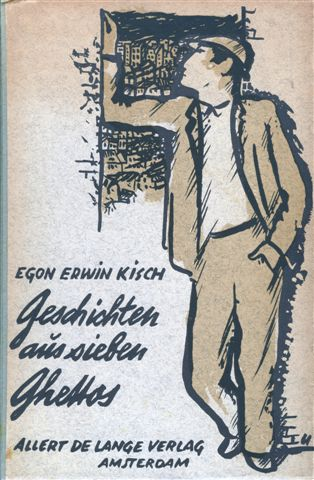
Entwurf eines Bucheinbandes

Paul Urban (* 14. November 1901 in München; † vermutlich  1937 in Moskau) war ein deutscher Grafiker. Sein Name erscheint auch in der Form 'Paul L. Urban'.

## Leben
Paulus Ludwig Alois Urban wurde als Sohn eines Postbeamten geboren.
1918 wurde er an der Kunstgewerbeschule München aufgenommen. Von 1927 bis 1933 ist eine Tätigkeit als Grafiker in Berlin nachgewiesen. 1933 flüchtete er über Paris in die Niederlande. Er war für den Querido Verlag (Paris) und für den Allert de Lange Verlag in Amsterdam als Einbandgestalter tätig. Im Herbst 1936 emigrierte er in die Sowjetunion und nahm Quartier im Moskauer Hotel National. Es gibt von ihm nach dem Sommer 1937 keine Nachrichten mehr.

## Werke (Auswahl)
- Walter Mehring: Naziführer sehen dich an. Paris : Ed. du Carrefour, 1934
- Egon Erwin Kisch: Geschichten aus sieben Ghettos. Amsterdam : Allert de Lange, 1934
- Ruth Rewald: Janko, der Junge aus Mexiko. Straßburg : Sebastian Brant, 1934
- Hans Flesch-Brunningen: Alkibiades. Amsterdam : Allert de Lange, 1936[1]
- Irmgard Keun: Das Mädchen, mit dem die Kinder nicht verkehren durften. Amsterdam : Allert de Lange, 1936
- Joseph Roth: Die Hundert Tage. Amsterdam : Allert de Lange, 1936